# Breathe (cântec de Kylie Minogue)
Breathe este un cântec pop-dance de pe cel de-al șaselea album de studio al cântăreței australiene Kylie Minogue, Impossible Princess (1997). A fost compus de Kylie Minogue, Dave Ball și Ingo Vauk și produs de Ball și Vauk. Piesa a primit recenzii mixte de la critici. A fost al treilea single de pe album, atingând top 20 în Marea Britanie, devenind al 28-lea top 40 consecutiv. A ajuns în top 20 și în Africa de Sud și Rusia și top 40 în Australia. A fost ultimul single lansat de Minogue cu Deconstruction Records.

## Formate și lista pieselor
| - "CD Single #1" 1. "Breathe" (Radio edit) — 3:39 2. "Breathe" (Tee's Freeze mix) — 6:59 3. "Breathe" (Nalin & Kane remix) — 10:11 4. "Breathe" (Album mix) — 4:38 - "CD Single #2" 1. "Breathe" (Radio edit) — 3:39 2. "Breathe" (Sash! Club mix) — 5:20 3. "Breathe" (Tee's Radio edit) — 3:29 4. "Did It Again" music video — 4:15 | - "CD-Maxi" 1. "Breathe" (Radio edit) — 3:39 2. "Breathe" (Tee's Radio edit) — 3:39 3. "Breathe" (Tee's Freeze mix) — 6:59 4. "Breathe" (Sash! Club mix) — 5:20 5. "Breathe" (Nalin & Kane remix) — 10:11 - "Cassette tape" 1. "Breathe" (Radio edit) — 3:39 2. "Breathe" (Sash! Club mix edit) — 3:43 |

## Clasamente
| Clasament (1997)                     | Poziție |
| ------------------------------------ | ------- |
| Australia (ARIA)                     | 23      |
| UK Singles (Official Charts Company) | 14      |